# Houdini (programme d'échecs)
Houdini est un programme d'échecs créé par le Belge Robert Houdart. Les anciennes versions (jusqu'à la version 1.5a en 2011) sont gratuites pour un usage non commercial. Houdini 4 a un classement Elo de 3 273.
2e au CEGT Rating en 2014, devant Rybka, mais derrière Stockfish, il a battu Rybka dans un match de 40 parties (23.5 - 16.5) au TCEC Elite match. 
Ce programme suscite une vive polémique sur le clonage des logiciels d'échecs : le code source d'Houdini serait susceptible d'incorporer des techniques de programmation dérivées de celles utilisées par le programme IPPOLIT (en), ce dernier étant probablement un clone de Rybka, qui est lui-même accusé d'être un clone de Fruit.